# Archboldomys
Archboldomys és un gènere de rosegadors de la família dels múrids. Està format per rosegadors de petites dimensions, amb una llargada de cap a gropa de 96 a 125 mm, una cua de 60 a 101 mm i un pes de fins a 47 g. Són carnívors que s'alimenten d'invertebrats, de forma similar a les musaranyes. Aparentment parents més petits de Chrotomys i Rhynchomys, Archboldomys és convergent amb Crunomys. Comprèn dues espècies:
- A. luzonensis
- A. maximus